# 韓通 (後周)

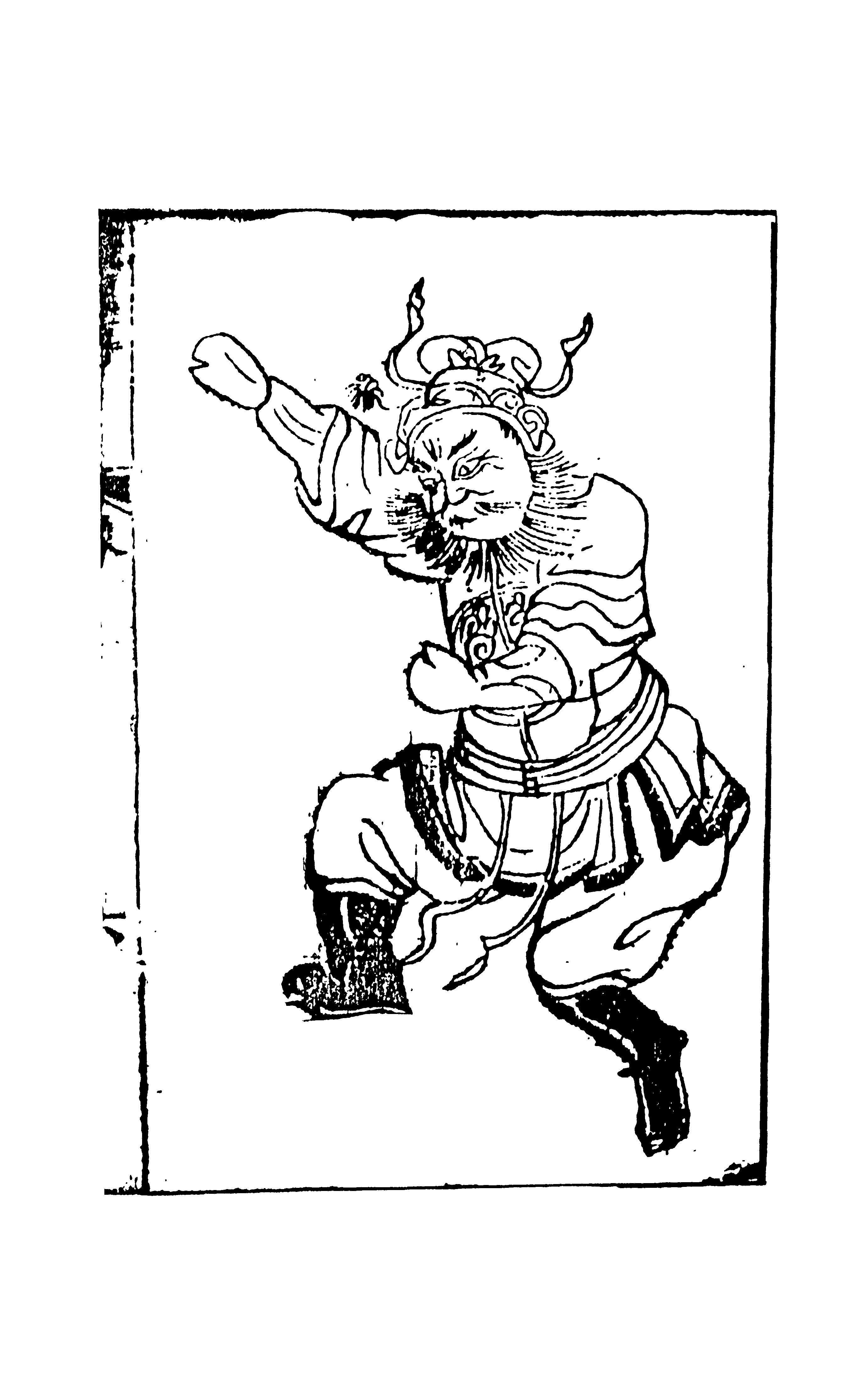
韓通

韓通（908年—960年），字仲达，并州太原（今屬山西太原）人。後周將領，在陳橋兵變中被王彥昇滅門，追贈為中書令。

## 家世
曾祖韩莹，曾祖母京兆第五氏，封汧国夫人。祖赠太尉，祖母清河郡太君张氏，封卫国夫人。父亲韩章，赠太子太师，母谯郡太夫人李氏，封陈国太夫人。

## 生平
少年應募從軍，勇於作戰，被提拔為騎兵隊長。后晋开福元年（947年），投靠刘知远，讨杜重威有功。乾祐元年（948年），随郭威出兵，身上有六處創傷，被提拔为都虞侯，担任了天雄军马步都校。
韓通性情剛直威猛，常常與人發生衝突，人稱“韓瞪眼”，其子韓守鈞有智謀，勸韓通應該要歸附軍中新起之秀趙匡胤，韓通不聽。
顯德七年（960年）正月，殿前都点检赵匡胤在陈桥发动兵变，黄袍加身之后回军开封。身為「馬步軍副都指揮使」韩通率兵抵抗，被趙匡胤属下的裨將王彥昇杀死、滅族，全家幾乎被屠盡。韓通是陳橋兵變中唯一試圖抵抗而被殺的後周重臣。宋太祖即位后，褒揚他的殉難死節，追赠为中书令，以相國之禮，將韩通一家安葬。
雖然宋太祖封贈、禮葬韓通，但是《宋史》與《續資治通鑒》記述，後來太祖到開寶寺，見到韓通與其兒子韓守鈞畫像，下令除去該畫。故有說法認為宋太祖早就忌諱韓通。

## 子女
前夫人董氏，封陇西郡夫人，有子二人；继室蒋氏，卫国夫人，生一子。
- 长子：韩守钧，董氏生，号韩橐驼，官尚食副使，与父同被杀，年二十二。
- 次子：韩守素（小名保婴），董氏生，与父同被杀，年十一。
- 三子：小名三哥，蒋氏生，与父同被杀，年九岁。
- 子：小名七哥，蒋氏生，时年三岁，幸存。
- 庶子：韩守谅，幸存。

有女二人：
- 长女：韩八师，董氏生，适彭城刘福祚
- 次女：韩九师，董氏生，时年十三
- 三女：蒋氏生
- 四女：蒋氏生

## 注腳
1. ↑  《見聞近錄》則說趙匡胤在右掖門外，用伏兵暗箭射死韓通
2. ↑  《宋史.周三臣傳》
3. ↑  《續資治通鑒》 卷一

## 延伸阅读
[在维基数据编辑]
 《宋史/卷484》，出自脱脱《宋史》
 在维基共享资源阅览影像